# Spem in alium

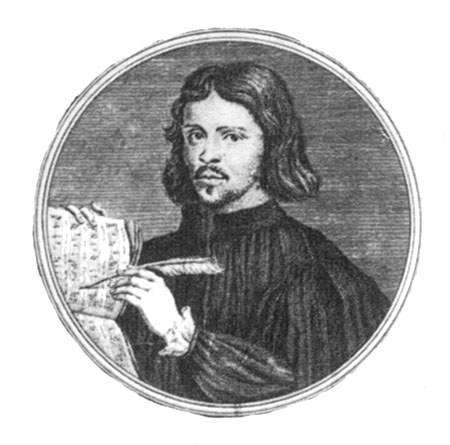
Thomas Tallis (na rytině z 18. století od Gerarda Vanderguchta podle posmrtného portrétu)

Spem in alium (česky „Naděje v jiného“, angl. Hope in any other) je 40hlasé renesanční moteto, zkomponované v roce 1570 anglickým skladatelem Thomasem Tallisem. Jedná se o největší dílo z tzv. Early music of the British Isles (Raná hudba z Britských ostrovů).

## Text
| Latinsky Spem in alium nunquam habui Praeter in te, Deus Israel Qui irasceris et propitius eris et omnia peccata hominum in tribulatione dimittis Domine Deus Creator caeli et terrae respice humilitatem nostram |  | Anglicky I have never put my hope in any other but in You, O God of Israel who can show both anger and graciousness, and who absolves all the sins of suffering man Lord God, Creator of Heaven and Earth be mindful of our lowliness |  | Česky Nikdy jsem nevkládal naději v nikoho jiného, než v Tebe, Bože Izraele, který můžeš ukázat svůj hněv i milost, který můžeš sejmout všechny hříchy, z trpícího muže, Pane Bože, Stvořiteli Nebe i Země, shlédni na naši pokoru. |